# Tlacotalpan
Tlacotalpan je menší město v Mexiku. Nachází se ve státě Veracruz na levém břehu řeky Papaloapan v blízkosti jejího ústí do Mexického zálivu. Založeno bylo španělskými osadníky již v polovině 16. století. V roce 2010 zde žilo 7 600 osob.
Od roku 1998 město figuruje na seznamu světového kulturního dědictví UNESCO. Svojí urbanistickou kompozicí a architekturou Tlacotalpan představuje fúzi španělských a karibských tradic mimořádného významu a kvality. Jeho jedinečný charakter spočívá mimo jiné v širokých ulicích skromných domů s pestrými barvami fasád a v množství vzrostlých stromů jak na veřejných, tak i soukromých prostranstvích.

## Fotogalerie

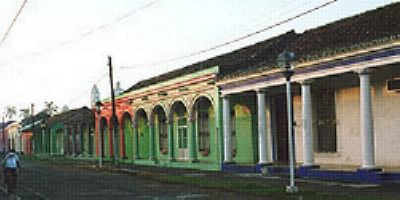
zdejší typická zástavba
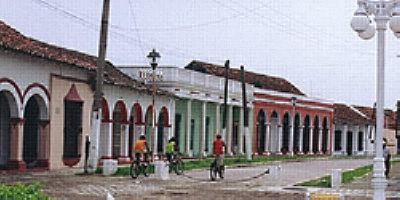
jedna z místních ulic
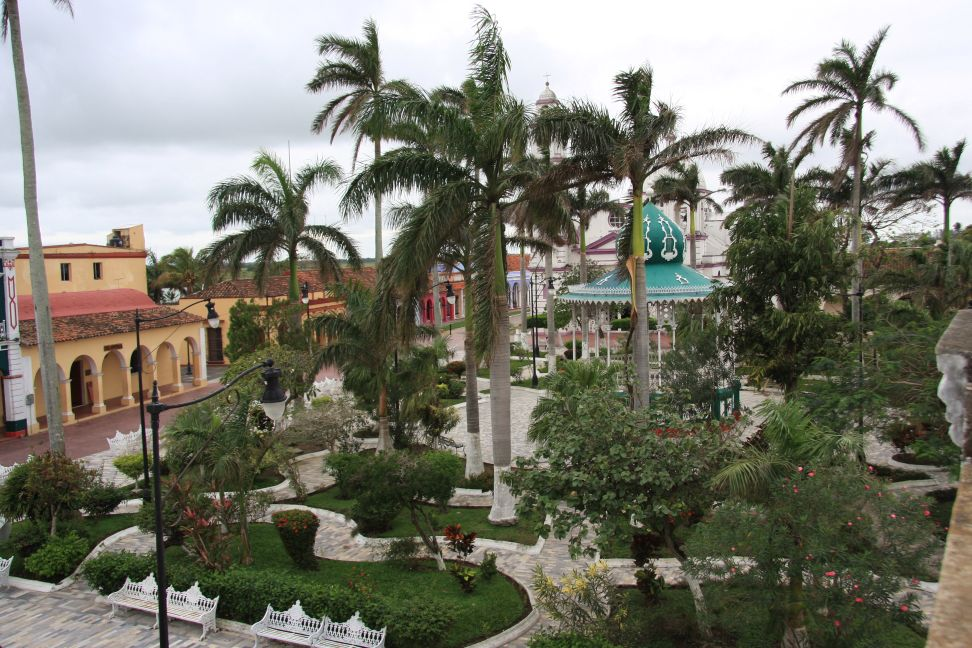
náměstí „Zócalo“